# Rudra
Rudra är en stormgud i indisk mytologi, fader till Marut.

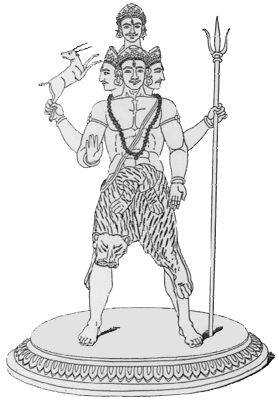

Rudra sägs ha skapats av Brahmas vrede och har en lössläppt och mycket mångtydig natur. Han förknippas dels med oväder och sjukdomar men också med tillfrisknande och frid. Dessutom ingick beskyddet av boskap i hans funktioner och hans gestalt sammansmälter därför med guden Shivas. Förmodligen har båda gudarna sprungit ur en tidigare gudom.